# Stylomenia
Stylomenia is een geslacht van wormmollusken uit de  familie van de Dondersiidae.

## Soorten
- Stylomenia salvatori Pruvot, 1899
- Stylomenia sulcodoryata Handl & Salvini-Plawen, 2001